# روبرت جونز (لغوي)
روبرت جونز (بالإنجليزية: Robert Burton Jones)‏ هو لغوي أمريكي، ولد في 31 يناير 1920 في دالاس في الولايات المتحدة، وتوفي في 23 نوفمبر 2007 في إثاكا في الولايات المتحدة.